# Dzięcielec
Dzięcielec (deutsch Zinzelitz, früher Dzincelitz und Dzinzelitz, 1939–1945 Spechtshagen; kaschubisch Dzięcielec) ist ein Dorf in der Landgemeinde Łęczyce (Lanz) der polnischen Woiwodschaft Pommern und gehört zum Powiat Wejherowski (Neustädter Kreis).

## Geographische Lage
Die Ortschaft liegt in Hinterpommern, etwa zwölf Kilometer ostsüdöstlich von Lauenburg i. Pom.

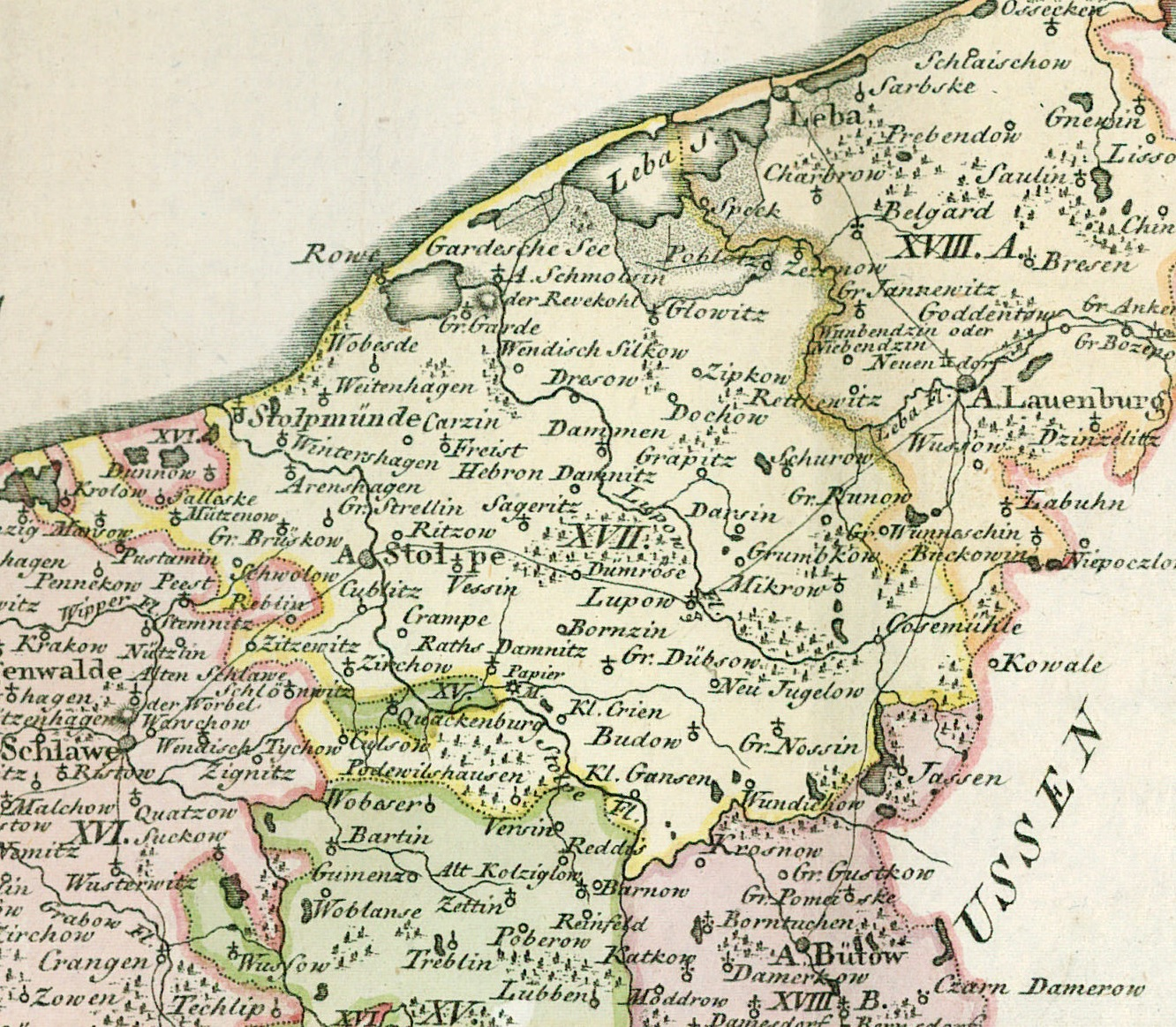
Zinzelitz (Dzinzelitz), nordöstlich der Stadt Stolp (früher Stolpe geschrieben) und ostsüdöstlich der Stadt Lauenburg i. Pom., auf einer Landkarte von 1794

Dzinzelitz, ostsüdöstlich von Lauenburg in Pommern und südwestlich von Neustadt in Westpreußen, auf einer Landkarte von 1910.

## Geschichte
Der Ortsname wurde mehrfach im Laufe der Geschichte verändert. Im Danziger Komtureibuch wird der Ort als Sinizelcz aufgeführt. Der Ort wird ferner in den Lehnsbriefen der Jahre 1575–1618 genannt, wobei das zugehörige Gut zwischen den Familien von Zitzelski, von Kontersyn und von Lissow geteilt ist. 1658 wird es durch von Zitzelski und Johann von Tadden vertreten. Um 1780 heißt die Ortschaft Dzincelitz oder Dzizcelitz, hat fünf Vorwerke, und seine Besitzer sind Melchior von Poblocki, Johann Ludwig von Wittke, Jacob Ludwig von Dargolewski, Maria Margaretha von Puttkammer verwitwete von Thadden und Paul Friedrich von Dzizcelsky.
1905 wurde Dzinzelitz in Zinzelitz umbenannt. Am 6. Dezember 1909 erfolgte die
Eingliederung des Gutsbezirks Zinzelitz in die Landgemeinde Zinzelitz.
Anfang der 1930er Jahre hatte die Landgemeinde Zinzelitz eine Flächengröße von 9,6 km². Innerhalb der Gemeindegrenzen standen insgesamt 43 bewohnte Wohnhäuser
an fünf verschiedenen Wohnstätten:
1. Cäcilienhöhe
2. Dzech
3. Elendshof
4. Karlshof
5. Zinzelitz

Um 1935 gab es Zinzelitz einen Gasthof, eine Spar- und Darlehnskasse, einen Gemischtwarenladen und eine Schmiede.
1939 wurde Zinzelitz in Spechtshagen umbenannt.
Bis 1945 bildete das Dorf eine Landgemeinde im Landkreis Lauenburg in Pommern im Regierungsbezirk Köslin der preußischen Provinz Pommern des Deutschen Reichs. Spechtshagen war dem Amtsbezirk Roslasin zugeordnet.
Gegen Ende des Zweiten Weltkriegs besetzte im Frühjahr 1945 die Rote Armee die Region. Bald darauf wurde Hinterpommern zusammen mit Westpreußen und der südlichen Hälfte Ostpreußens von der Sowjetunion der Volksrepublik Polen zur Verwaltung überlassen. In Spechtshagen begann danach die Zuwanderung polnischer Zivilisten, von denen die einheimischen Dorfbewohner aus ihren Häusern und Wohnungen gedrängt wurden. Die historische Ortsbezeichnung Dzincelitz wurde zu Dzięcielec polonisiert. In der darauf folgenden Zeit wurden die einheimischen Dorfbewohner von der polnischen Administration aus Spechtshagen vertrieben.
Der Ort ist in die Gmina Łęczyce im Powiat Wejherowski in der Woiwodschaft Pommern (1975–1998 Woiwodschaft Danzig) eingegliedert.

### Demographie
| Jahr | Einwohner | Anmerkungen |
| ---- | --------- | --- |
| 1818 | 96        | Kirchdorf, adlige Besitzung |
| 1852 | 147       | Dorf |
| 1867 | 270       | am 3. Dezember, davon 120 in der Landgemeinde und 150 Gutsbezirk                                                                       |
| 1871 | 274       | am 1. Dezember, davon 110 (92 Evangelische, 18 Katholiken) in der Landgemeinde und 164 (140 Evangelische, 24 Katholiken) im Gutsbezirk |
| 1910 | 364       | am 1. Dezember, Gutsbezirk |
| 1925 | 336       | darunter 288 Evangelische und 48 Katholiken                                                                                            |
| 1933 | 304       | [ 11 ] |
| 1939 | 322       | [ 11 ] |

## Kirche

### Dorfkirche

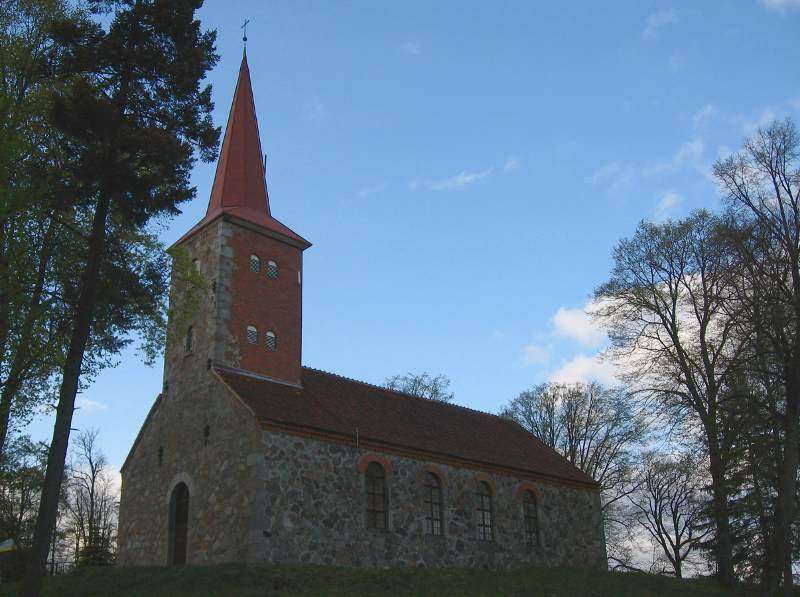
Dorfkirche (2012), bis 1945 Gotteshaus der evangelischen Gemeinde Spechtshagen

Die bis 1945 evangelische Dorfkirche wurde 1845 auf den Fundamenten eines Vorgängerbaus errichtet. Ein Teil der barocken Ausstattung der alten abgerissenen Kirche wurde in die neue Anlage überführt. Bis heute sind lediglich das hölzerne Taufbecken aus dem 18. Jahrhundert und die Glocke im Kirchturm erhalten.
Nach dem Zweiten Weltkrieg wurde das evangelische Gotteshaus von der polnischen Administration zugunsten der Römisch-katholischen Kirche in Polen zwangsenteignet und vom polnischen katholischen Klerus ‚neu geweiht‘.

### Kirchspiel bis 1945
Die vor 1945 hier anwesende Bevölkerung gehörte mit großer Mehrheit der evangelischen Konfession an. Im Jahr 1925 waren unter den 337 Einwohnern 288 Protestanten (85,7 %) und 48 Katholiken (14,3 %). Der Bestand an Kirchenbüchern des evangelischen Kirchspiels Spechtshagen reichte bis 1718 zurück.
Das katholische Kirchspiel war in Roslasin.

### Polnisches Kirchspiel seit 1945
Die seit 1945 und Vertreibung der einheimischen Dorfbewohner anwesende polnische Einwohnerschaft ist größtenteils katholisch.

## Persönlichkeiten: Söhne und Töchter des Ortes
- Wolfgang Marzahn (1911–1988), deutscher evangelischer Pastor und Autor, von 1981 bis 1987 Vorsitzender des Konvents evangelischer Gemeinden aus Pommern